# Chen Sicheng
Chen Sicheng (陈思诚); (Shenyang, 22 de febrero de 1978) es un actor, director y guionista chino. Se licenció en la Academia Central de Arte Dramático y es conocido por sus papeles protagonistas en las películas La venganza de un joven preso y Fiebre de primavera, así como en la serie de televisión Soldiers Sortie. Como director, Chen es conocido por la exitosa serie de televisión Beijing Love Story y su secuela cinematográfica, así como por la exitosa serie de comedias Detective Chinatown.

## Biografía
En 1994, fue admitido en la Hengtong Star School (actual Academia Xie Jin de Artes Cinematográficas y Televisivas de la Universidad Normal de Shanghái) con el primer puesto en su especialidad, y estuvo en la misma clase que Zhao Wei. 1996, empezó a presentar el programa "Student Times" en Shenyang TV. Ese mismo año fue admitido en la Academia de Teatro de Shanghái, de donde fue expulsada por pelearse, y en 1999 ingresó en la Academia Central de Arte Dramático con el primer puesto en su carrera profesional. En 2001 firmó un contrato con Warner Records y debutó en el anuncio de "Unity Iced Tea". Actualmente miembro de Huayi Brothers, Chen fue nominado a Revelación del Año en 2001 por la película Judge Mom, y se hizo famoso en 2006 por su papel en Soldier's Strike como el personaje "Chengcai".
Chen Sicheng ha escrito y cantado canciones para muchas series de televisión, lo que le convierte en un artista polifacético que puede actuar y cantar. A finales de 2010, debutó como director con el reparto de Soldier's Strike en Beijing Love Story, haciendo realidad su sueño de escribir y dirigir una película, y ganó su primer "Premio al Director Emergente" en la ceremonia de entrega de premios MSN Fashion. En noviembre de 2014, la Administración Nacional de Cine puso en marcha el "Programa de intercambio de talentos cinematográficos entre China y Estados Unidos", seleccionando a Guo Fan, Ning Hao, Chen Sicheng, Xiao Yang y Lu Yang como los cinco jóvenes directores que irían a Estados Unidos para participar en programas de intercambio.
La segunda película que dirigió, Chinatown Probe, se estrenó el 31 de diciembre de 2015. El 8 de mayo de 2016, en el 23 Festival de Cine Universitario de Pekín, Chen Sicheng dirigió Detective Chinatown, que ganó el premio al mejor guion; ese mismo año, comenzó a rodar Detective Chinatown 2, ambientada en el barrio chino de Nueva York. La secuela, Detective Chinatown 3, tenía previsto estrenarse originalmente durante la Fiesta de la Primavera de 2020, pero posteriormente se pospuso debido al impacto de la pandemia de COVID-19 de 2019 para estrenarse el 12 de febrero de 2021 (el primer día del Año Nuevo Lunar de Xin Chou), y en la tarde del 14 de febrero, la recaudación acumulada ya había superado los 2.500 millones de yuanes, con lo que la recaudación total de las películas dirigidas por Chen Sicheng superó los 10.000 millones de yuanes, convirtiéndose en el primer director de cine chino en superar los 10.000 millones de yuanes en taquilla. La recaudación total de la película superó los 10.000 millones de yuanes, lo que convierte a Chen Sicheng en el primer director de la historia del cine chino que supera los 10.000 millones de yuanes en taquilla.

## Vida personal
Chen se casó con la actriz Tong Liya el 16 de enero de 2014. El 30 de enero de 2016, Tong anunció que había dado a luz a su primer hijo, un niño llamado Chen Duoduo. El 20 de mayo de 2021, Tong y Chen anuncian su divorcio.

## Filmografía
| Título                             | Año  | Título chino         | Papel        | Notas                        |
| ---------------------------------- | ---- | -------------------- | ------------ | ---------------------------- |
| A Young Prisoner's Revenge         | 2001 | 法官妈妈             | Zhang Shuai  |                              |
|                                    | 2004 | 花山情               | Li Yue       |                              |
| Peach Blossoming                   | 2005 | 桃花灿烂             | Yi Wen       |                              |
| The New Guard Under Neon Lights    | 2008 | 霓虹灯下新哨兵       | Lin Mengmeng |                              |
| Spring Fever                       | 2009 | 春风沉醉的夜晚       | Luo Haitao   |                              |
| Seven Arhat                        | 2010 | 七小罗汉             | Jiu Wenlong  |                              |
| The Man Behind the Courtyard House | 2011 | 守望者:罪恶迷途      | Zhou Dong    |                              |
| Tai Chi 0                          | 2012 | 太极1从零开始        | Chen Gengyun |                              |
| Tai Chi Hero                       | 2012 | 太极2英雄崛起        | Chen Gengyun |                              |
| Silent Witness                     | 2013 | 全民目击             |              | Cameo                        |
| Bump In The Road                   | 2013 | 一路顺疯             | Zhang Kai    |                              |
| Out of Inferno                     | 2013 | 逃出生天             | Li Jian      |                              |
| A Chilling Cosplay                 | 2013 | 制服                 | Chen Ansheng |                              |
| Beijing Love Story                 | 2014 | 北京爱情故事         | Chen Feng    | También director y guionista |
| Jian Bing Man                      | 2015 | 煎饼侠               |              | Cameo                        |
| Detective Chinatown                | 2015 | 唐人街探案           |              | Director y guionista         |
| Detective Chinatown 2              | 2018 | 唐人街探案2          |              | Director y guionista         |
| Dating Master                      | 2018 | 约会大师之爱在响螺湾 | Lei Ren      |                              |
| Oveja sin pastor                   | 2019 | 误杀                 |              | Productor                    |
| Mi gente, mi patria                | 2020 | 我和我的家乡         |              | Director                     |
| Detective Chinatown 3              | 2021 | 唐人街探案3          |              | Director y guionista         |
| Fireflies in the Sun               | 2021 | 误杀 2               |              | Productor                    |
| Mozart from Space                  | 2022 | 外太空的莫扎特       |              | Director y guionista         |
| Lost in the Stars                  | 2023 | 消失的他             |              | Productor y guionista        |